# Ушак
У́шак (тур. Uşak) — город в Турции, административный центр одноимённого ила. Население — 176 717 чел. (по переписи 2009 года). Мэр города — Али Эрдоган (Партия национального действия).

## География
Город Ушак расположен в западной части Турции, в Эгейском регионе, в Анатолии. К северу от Ушака находится город Кютахья, к востоку — Афьон, к югу — Денизли и к западу — Маниса. Ушак расположен в горной местности; только западнее города расположена долина Гедиз, протянувшаяся до Эгейского моря. Окрестные горы достигают в высоту 1500—2000 метров и выше. Сам город лежит на высоте 907 м над уровнем моря. Неподалёку расположены руины древнегреческого города Флавиополиса.

## История

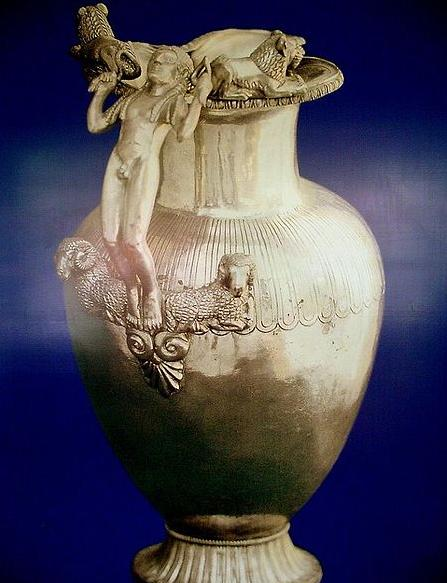
Кувшин из Ушака, изготовленный в лидийский период. Карунское сокровище (VII в. до н. э.)

Первые поселения на территории города появились ещё во II тысячелетии до н. э., во времена Хеттского царства. Сам город известен с VII века до н. э. На протяжении своей истории город переходил из рук в руки, не раз меняя своё название. Эти земли принадлежали лидийцам, персам, римлянам, Византии, сельджукам, Османской империи.
В 1912 г. здесь проживали: турки — 70 000 чел., греки — 3800 чел., армяне — 1419 чел.
В 1919—1923 годах Ушак был местом ожесточённых боёв во время войны за независимость в Турции.

## Экономика
Город известен производством ковров. Также в Ушаке развито производство сахара, хлопковых и шерстяных тканей, кожевенная промышленность.